# New York Air
New York Air war eine US-amerikanische Billigfluggesellschaft mit Sitz in New York City und Basis auf dem LaGuardia Airport.

## Geschichte
New York Air war ein Tochterunternehmen der Holding Texas Air Corporation und wurde im Jahr 1980 von Frank Lorenzo als Schwestergesellschaft der Texas International Airlines in New York City gegründet. Der Erstflug erfolgte am 19. Dezember 1980 von dort nach Boston. New York Air erweiterte ihr Streckennetz schnell und konzentrierte sich auf den Nordosten der USA sowie den Service zwischen New York City und Ohio. Verluste verursachten 1982 eine Krise. Ein neuer Geschäftsführer, Michael E. Levine, strukturierte das Unternehmen bis 1984 um. Nach einer anfänglichen Schrumpfung verdoppelte sich die Größe der Fluggesellschaft zwischen 1982 und 1984. Am 1. Februar 1987 wurde New York Air mit Continental Airlines fusioniert. Letztere war 1982 von der Texas Air Corporation aufgekauft worden, wodurch dieser Holding beide Fluglinien gehörten.

## Flugziele
Die Fluglinie flog in dreizehn US-Bundesstaaten mit Flügen nach Boston, Charleston, Cleveland, Detroit, Fort Lauderdale, Greenville, Hartford, Jacksonville, Knoxville, Martha’s Vineyard, Nantucket, New Orleans, fünf Flughäfen von New York (Newark, La Guardia, John F. Kennedy International Airport, Long Island und White Plains (New York)), Orlando, Philadelphia, Raleigh, Rochester, Tampa, Washington, D.C. (Dulles, Baltimore-Washington International und Washington National) und Palm Beach.

## Flotte
Im Laufe ihres Bestehens betrieb New York Air folgende Flugzeugtypen: 
- 08 Boeing 737-300
- 05 Douglas DC-9-31
- 14 Douglas DC-9-32
- 07 McDonnell Douglas MD-82